# Kunst Georgiens

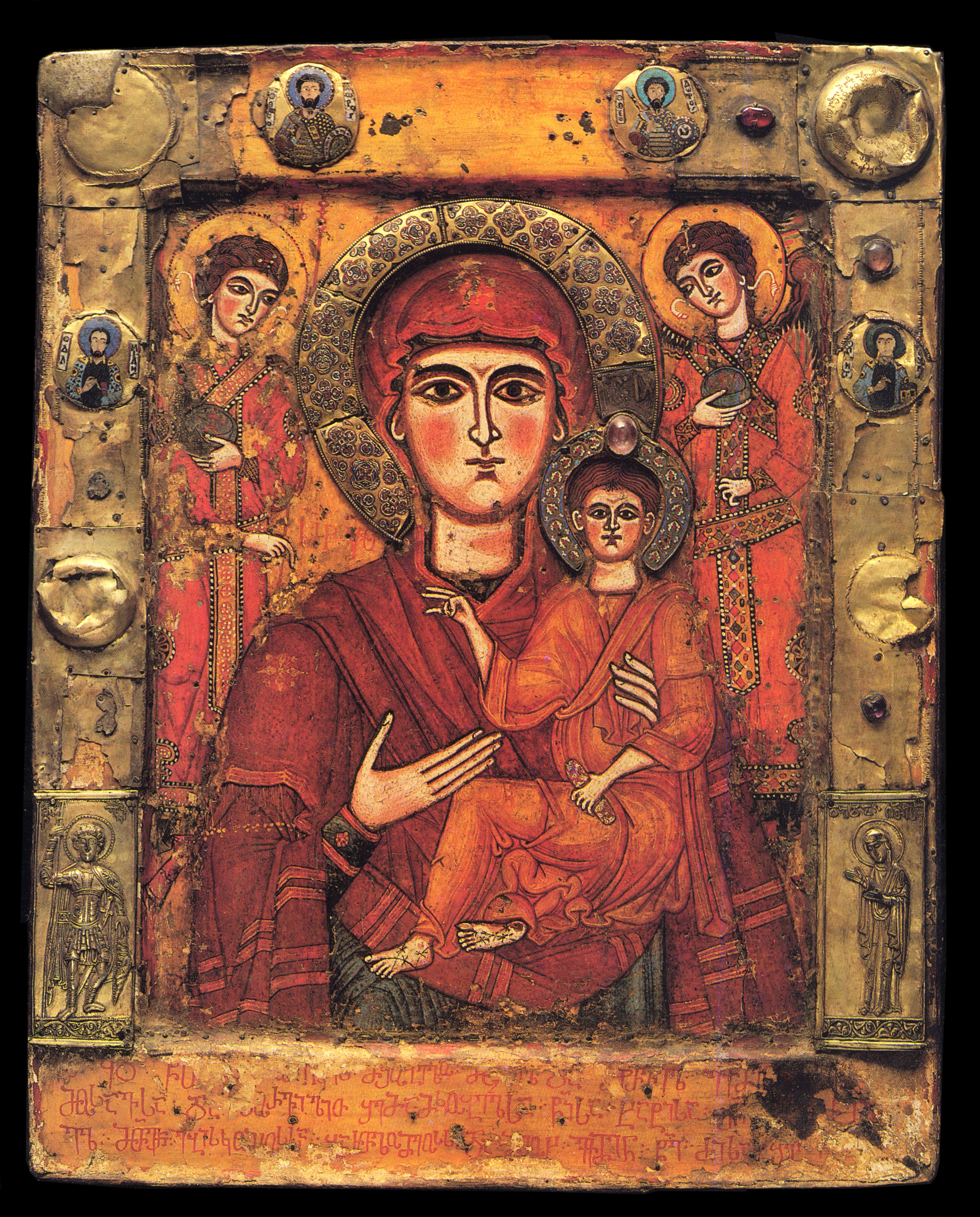
Maria mit Jesus und Erzengeln (Hodegetria) aus dem Kloster in Schilkani (9.–13. Jh.)

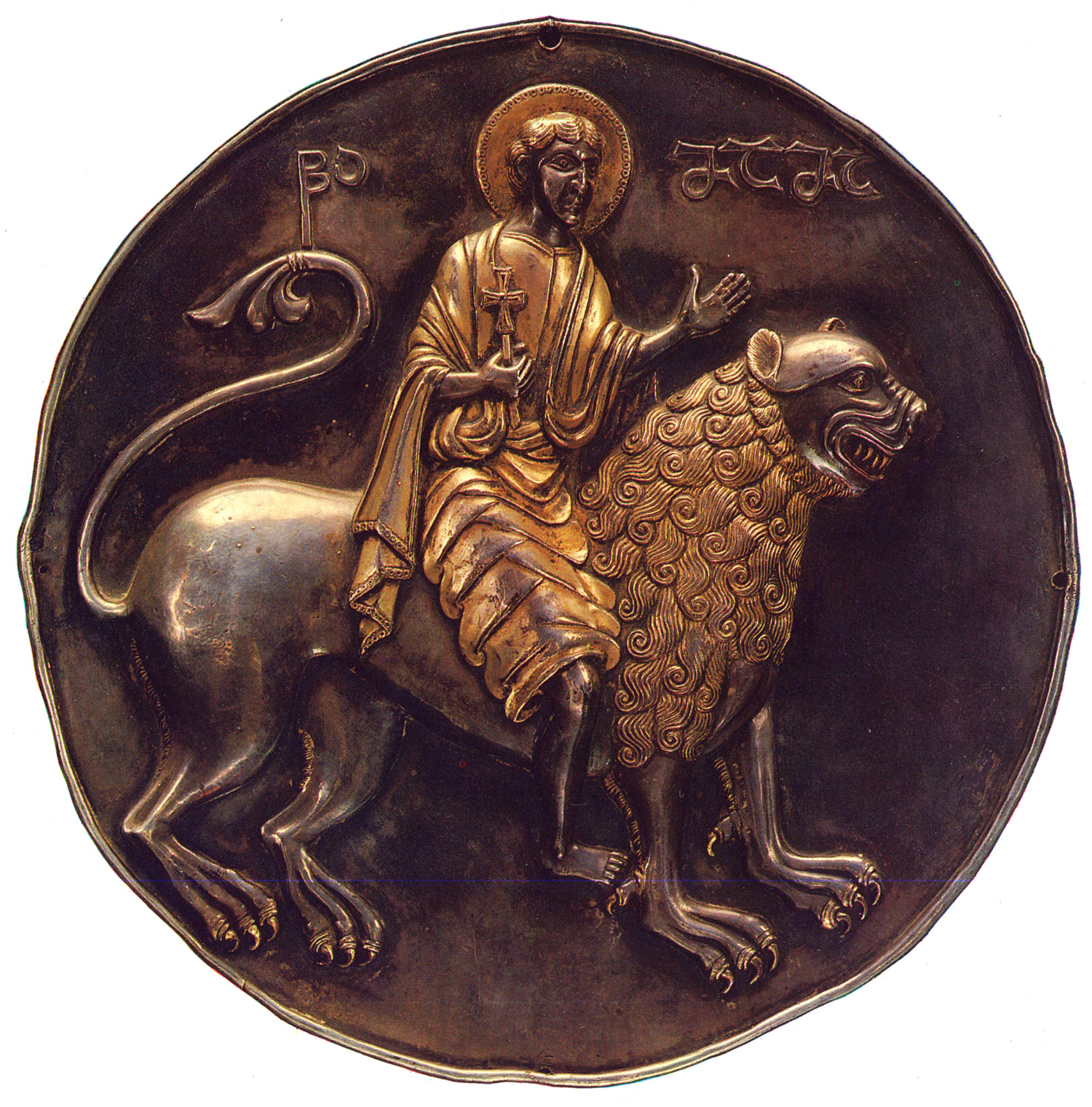
Tondo: St. Mamas – Treibarbeit in Silber, vergoldet (13. Jahrhundert)

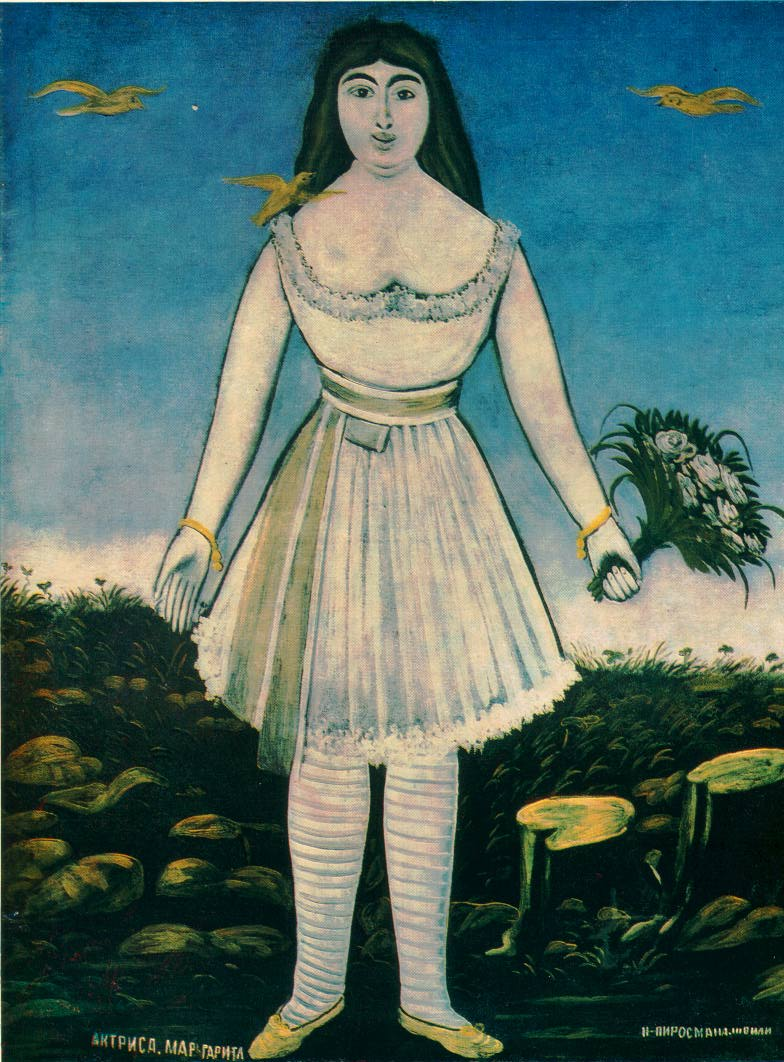
Niko Pirosmanaschwili: Schauspielerin Margarita

Die ältesten Kunstgegenstände aus dem Erbe der Völker, die das heutige Gebiet Georgiens bewohnt haben, stammen aus vorgeschichtlichen Zeiten. Es wurden Gegenstände der materiellen Kultur aus dem Paläolithikum und Neolithikum gefunden. Die Werke aus der Bronzezeit bezeugen die hohe Kultur damaliger Einwohner Georgiens. In den Grabhügeln wurden u. a. reich geschmückte silberne Gefäße gefunden. Die Stilistik deutet auf Einflüsse der Urartu-Kultur hin.
Aus der hellenistischen Epoche stammen Kunstwerke mit reichem Flechtwerkornament mit stilisierten Tiergestalten. Der Goldschatz aus Achalgori stammt aus dem 5. Jahrhundert n. Chr.
In der ersten Hälfte des 4. Jahrhunderts wurde das Christentum zur Staatsreligion erklärt. Es entstanden erste Kirchen, als zentrale Kuppelbauten oder langgestreckte dreischiffige Basiliken mit einer Kuppel über der Vierung, die eine Ähnlichkeit mit den frühromanischen Kirchenbauten Westeuropas aufwiesen. Die figuralen Basreliefs und steinerne Flechtwerkornamente beweisen die Fähigkeiten damaliger Steinmetze. In den Apsis-Halbkuppeln erschienen Mosaiken.
Im 10. Jahrhundert wird der Einfluss der arabischen und persischen Kultur sichtbar, besonders in der Stilistik der Miniaturmalerei von Handschriften. Die Freskenmalerei entwickelte sich unter dem Einfluss der byzantinischen Kunst und wirkte sich im 12./13. Jahrhundert motivisch und stilistisch auch auf die Bemalung armenischer Kirchen aus, besonders der 1215 datierten Gregorkirche des Tigran Honents in Ani, der Hauptkirche des Klosters Kobayr (Ende 12. Jahrhundert) und der Muttergotteskirche (Surb Astvatsatsin) des Klosters Achtala (Anfang 13. Jahrhundert), die beiden letztgenannten in der armenischen Provinz Lori.
Die georgischen Goldschmiede schufen reich geschmückte Kultgegenstände, u. a. Reliquiare und Kruzifixe. Die Einbände der Gebetbücher wurden mit getriebenem Silberblech verkleidet. Als wertvollstes Kunstwerk dieser Art gilt der Einband des Berder Evangeliars – Werk von Beschken und Beka Opizari. Eine wichtige Rolle spielte die Kunst des Zellenschmelzes (cloisonné). Diese Technik fand bei der Schaffung des Marientriptychons aus Chachuli Anwendung.
Gleichzeitig mit dem Wachstum der georgischen Monarchie verfeinerte sich die georgische Kunst, bis zum Gipfel im 12. und 13. Jahrhundert. Vom 17. Jahrhundert an begann der Niedergang des georgischen Staates – und auch der georgischen Kunst. Europäische Einflüsse werden bemerkbar.
Die russischen Einflüsse im 19. Jahrhundert verursachten eine Abkehr von den Nationaltraditionen. Die georgischen Künstler besuchten die St. Petersburger Kunstakademie. Das Bürgertum fand Gefallen an der europäischen akademischen Kunst.
Sogar der naive Maler Niko Pirosmanaschwili (1860–1918) musste seine Bilder nach dem Geschmack seiner ungebildeten Kunden – Geschäfts- und Restaurantbesitzer – schaffen; trotzdem entstanden bedeutende Kunstwerke aus seiner Hand.
In der Sowjetzeit haben die georgischen Künstler es vermieden, die Regeln des Sozialistischen Realismus zu befolgen. Die georgische Kunst dieser Epoche bediente sich der Monumentalität statt des konventionellen Akademismus. Damals wurde die Treibarbeit im Kupferblech – die sogenannte Tschekanka – nach den uralten Vorbildern von den Künstlern neu entdeckt und erfreute sich großer Popularität.